# Pierre Sorlin
Pierre Sorlin (Bourg-en-Bresse, 19 agosto 1933 – Parigi, 19 gennaio 2025) è stato un critico cinematografico, storico e saggista francese.

## Biografia
Nel febbraio 1979 fu uno dei 34 firmatari della Dichiarazione scritta da Léon Poliakov e Pierre Vidal-Naquet per smantellare la retorica negazionista di Robert Faurisson.
Fu professore presso l'Institute of Studies e la ricerca cinematografica e audiovisiva dell'Università di Parigi-III.